# فرودگاه روزدخانه لوون
فرودگاه روزدخانه لوون (به انگلیسی: Loon River Airport) یک فرودگاه همگانی است که یک باند فرود آسفالت دارد و طول باند آن ۱۷۹۸ متر است. این فرودگاه در کشور کانادا قرار دارد و در ارتفاع ۴۷۲ متری از سطح دریا واقع شده است.